# 秋田電報電話局

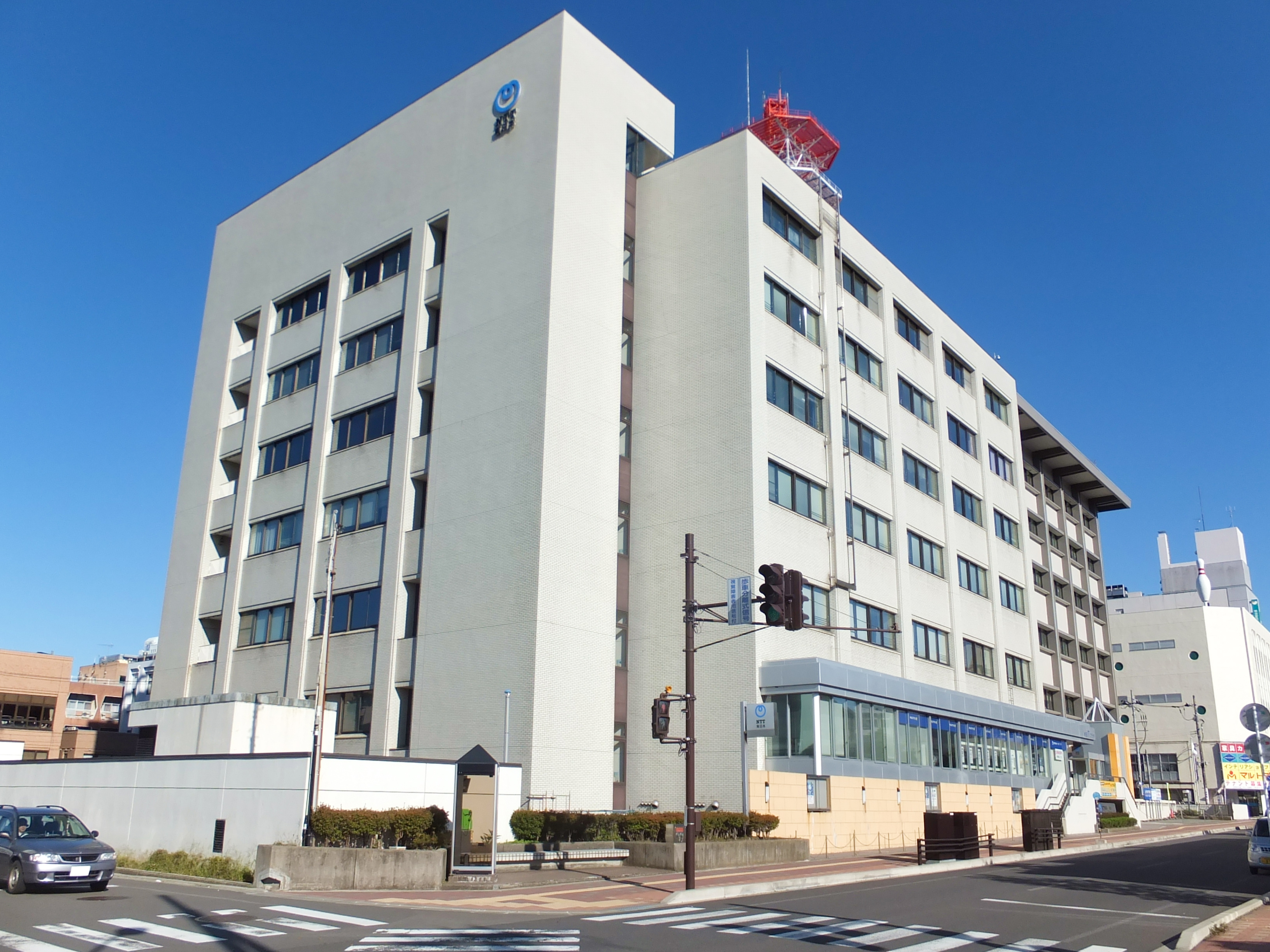
旧秋田電報電話局庁舎
（現在のNTT東日本秋田支店中通ビル）

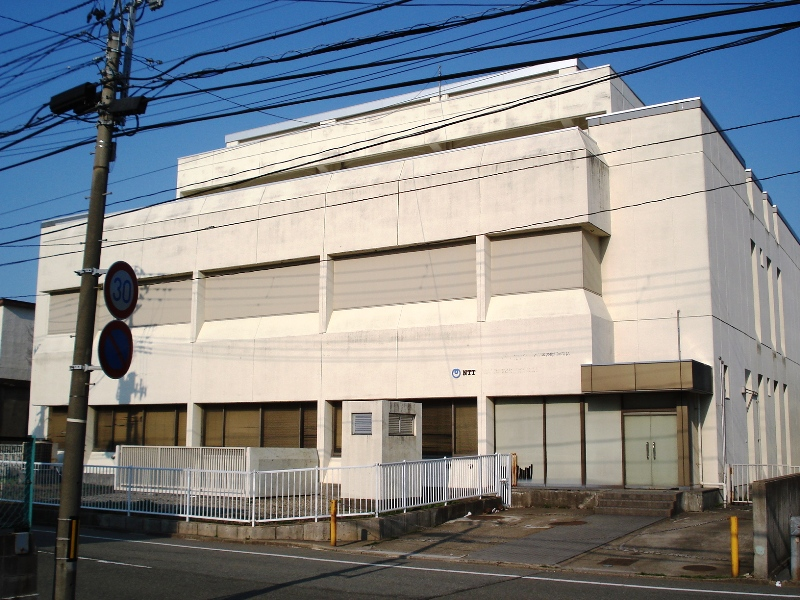
旧秋田電報電話局大町分局庁舎
（現在のNTT秋田大町ビル）

秋田電報電話局（あきたでんぽうでんわきょく）は秋田県秋田市にあった日本電信電話公社の電報電話局。東北電気通信局秋田電気通信部の管轄下にあった。

## 所在地
- 秋田市中通4-4-4

## 沿革

### 秋田電報局
- 1878年（明治11年）12月10日 - 秋田電信分局が開局。
- 1887年（明治20年）4月1日 - 秋田郵便局と秋田電信分局が合併し、秋田郵便電信局が発足[1]。
- 1903年（明治36年）4月1日 - 通信官署官制の施行に伴い秋田郵便局となる。
- 1936年（昭和11年）9月5日 - 課長制の導入[2]により、秋田郵便局電信課となる。
- 1940年（昭和15年）5月1日 - 同報無線電報取扱を開始[3]。
- 1941年（昭和16年）6月 - 全国初となる調音式電信集信を実施[4]。
- 1949年（昭和24年）
  - 2月21日 - 秋田電信局として独立[5]。
  - 6月1日 - 逓信省が郵政省と電気通信省に分割するのに伴って、秋田電報局となる[6]。
- 1951年（昭和26年）4月14日 - 秋田市大町四丁目から、同市大町五丁目に庁舎を新築、移転[4]。
- 1954年（昭和29年）9月20日 - 電報配達にオートバイの使用を開始[7]。
- 1956年（昭和31年）12月1日 - 電報中継機械化を実施[8]。

### 秋田電話局
- 1907年（明治40年）
  - 7月8日 - 秋田郵便局にて電話加入申込の受理を開始[9]。
  - 12月26日 - 電話交換業務および電話通話事務並びに電話加入者の託送電報取扱を開始[10]。 加入者201名[11]。
- 1908年（明治41年）
  - 2月6日 - 土崎、能代が市外通話区域となる[12]。
  - 2月16日 - 大曲、横手が市外通話区域となる[13]。
  - 3月21日 - 本荘が市外通話区域となる[14]。
- 1909年（明治42年）11月1日 - 新屋が市外通話区域となる[15]。
- 1910年（明治43年）
  - 1月21日 - 湯沢が市外通話区域となる[16]。
  - 11月21日 - 六郷、角間川が市外通話区域となる[17]。
  - 12月11日 - 角館が市外通話区域となる[18]。
- 1911年（明治44年）
  - 9月21日 - 神宮寺、刈和野が市外通話区域となる[19]。
  - 10月11日 - 和田が市外通話区域となる[20]。
  - 11月1日 - 西馬音内が市外通話区域となる[21]。
- 1912年（明治45年/大正元年）12月1日 - 金浦、平沢、象潟が市外通話区域となる[22]。
- 1915年（大正4年）10月11日 - 前郷、矢島が市外通話区域となる[23]。
- 1917年（大正6年）1月16日 - 増田、十文字が市外通話区域となる[24]。
- 1918年（大正7年）
  - 1月21日 - 吹浦が市外通話区域となる[25]。
  - 12月21日 - 大館、花輪、小坂、鷹ノ巣、青森、弘前など23区域が市外通話区域となる[26][27]。
- 1919年（大正8年）
  - 2月21日 - 長野が市外通話区域となる[28]。
  - 12月26日 - 盛岡、仙台が市外通話区域となる[29]。
- 1920年（大正9年）9月1日 - 新波、強首が市外通話区域となる[30]。
- 1921年（大正10年）
  - 2月16日 - 船越、船川、一日市、五城目が市外通話区域となる[31][32]。
  - 10月16日 - 追分、飯田川、大久保が市外通話区域となる[33]。
  - 10月21日 - 山形、新庄、鶴岡が市外通話区域となる[34]。
  - 12月11日 - 大沢郷が市外通話区域となる[35]。
  - 12月21日 - 福島が市外通話区域となる[36]。
- 1922年（大正11年）
  - 5月6日 - 浅舞、植田が市外通話区域となる[37]。
  - 11月21日 - 東京、米沢、石巻、塩竈、郡山が市外通話区域となる[38]。
- 1923年（大正12年）3月26日 - 醍醐が市外通話区域となる[39]。
- 1925年（大正14年）
  - 2月21日 - 二ツ井、稲庭、川連が市外通話区域となる[40]。
  - 12月16日 - 石川が市外通話区域となる[41]。
  - 12月26日 - 鵜川、鹿渡が市外通話区域となる[42]。
- 1926年（大正15年/昭和元年）
  - 1月1日 - 栄が市外通話区域となる[43]。
  - 1月11日 - 亀田、松ヶ崎が市外通話区域となる[44]。
  - 3月29日 - 単式交換機を磁石複式交換機に変更[11]。
  - 5月11日 - 若柳、古川が市外通話区域となる[45]。
  - 6月1日 - 福岡が市外通話区域となる[46]。
  - 7月1日 - 秋田市内における火災報知電話取扱を開始[47]。
  - 9月6日 - 若松、旭川、室蘭が市外通話区域となる[48][49]。
  - 11月16日 - 八戸、温海温泉が市外通話区域となる[50]。
- 1927年（昭和2年）
  - 1月21日 - 横沢が市外通話区域となる[51]。
  - 8月26日 - 黒沢尻、一関、宮古、釜石、花巻、台、矢幅が市外通話区域となる[52]。
  - 9月16日 - 三本木、加茂が市外通話区域となる[53]。
  - 11月26日 - 岩谷が市外通話区域となる[54]。
  - 12月16日 - 浪岡が市外通話区域となる[55]。
- 1928年（昭和3年）
  - 1月6日 - 羽後金沢が市外通話区域となる[56]。
  - 3月16日 - 浄法寺、御返地が市外通話区域となる[57]。
  - 3月21日 - 土沢、小白浜、岩手上郷、外小友、大平が市外通話区域となる[58]。
  - 3月26日 - 下浜、戸賀、北浦、伏見、常盤、七日市、米内沢、前田、阿仁合が市外通話区域となる[59]。
  - 3月31日 - 藤琴、花岡、田代が市外通話区域となる[60][61]。
  - 4月16日 - 沢目が市外通話区域となる[62]。
  - 5月1日 - 上新城、上大野、李岱、上杉、口内、中笹間が市内通話区域となる[63]。
  - 5月11日 - 横堀が市外通話区域となる[64]。
  - 5月16日 - 西明寺、羽後田沢が市外通話区域となる[65]。
  - 8月6日 - 河原田、相川、真野、夷が市外通話区域となる[66]。
  - 9月11日 - 湯野浜、余目、七戸が市外通話区域となる[67]。
  - 9月16日 - 石鳥谷、大迫が市外通話区域となる[68]。
  - 10月1日 - 水沢、岩屋堂、遠野、雫石、摺沢、川尻、山内が市外通話区域となる[69][70]。
  - 11月1日 - 五泉が市外通話区域となる[71]。
  - 11月8日 - 京都が市外通話区域となる[72]。
  - 12月11日 - 十和田湖が市外通話区域となる[73]。
  - 12月26日 - 曾地、女谷、温湯が市外通話区域となる[74][75]。
- 1929年（昭和4年）
  - 1月1日 - 西目が市外通話区域となる[76]。
  - 1月26日 - 館合が市外通話区域となる[77]。
  - 2月16日 - 大阪、神戸が市外通話区域となる[78]。
  - 2月21日 - 百石が市外通話区域となる[79]。
  - 3月1日 - 金ヶ崎、平泉、前沢、千厩、沼宮内など19区域が市外通話区域となる[80]。
  - 3月11日 - 志和が市外通話区域となる[81]。
  - 3月31日 - 舞川が市外通話区域となる[82]。
  - 5月6日 - 八森が市外通話区域となる[83]。
  - 5月21日 - 大畑が市外通話区域となる[84]。
  - 6月1日 - 荒川鉱山、新沢が市外通話区域となる[85]。
  - 7月6日 - 鰺ヶ沢、木造、上ノ山、大湊、鮫、直江津、寒河江、楯岡、小山、韮崎が市外通話区域となる[86][87]。
  - 7月21日 - 尾上、羽生田が市外通話区域となる[88]。
  - 8月6日 - 中山が市外通話区域となる[89]。
  - 11月6日 - 分田、栃久保、奥瀬が市外通話区域となる[90][91]。
  - 11月11日 - 萩野が市外通話区域となる[92]。
  - 11月21日 - 沖田面が市外通話区域となる[93]。
  - 11月26日 - 大沢温泉、鉛が市外通話区域となる[94]。
  - 12月6日 - 塩谷が市外通話区域となる[95]。
  - 12月11日 - 富根、後三年が市外通話区域となる[96]。
  - 12月16日 - 押切が市外通話区域となる[97]。
  - 12月21日 - 京塚、金山、真室川、瀬見、向町が市外通話区域となる[98]。
  - 12月26日 - 山添が市外通話区域となる[99]。
- 1930年（昭和5年）
  - 1月16日 - 練馬上宿が市外通話区域となる[100]。
  - 1月26日 - 院内が市外通話区域となる[101]。
  - 2月1日 - 晴山、軽米が市外通話区域となる[102]。
  - 2月6日 - 寿都、森、八雲、福島、福山、大沼、江差が市外通話区域となる[103]。
  - 2月11日 - 温海、横浜、平、新発田、村上、大森、中野、蒲田、金田一が市外通話区域となる[104][105]。
  - 2月16日 - 上井河が市外通話区域となる[106]。
  - 3月11日 - 玉山が市外通話区域となる[107]。
  - 3月26日 - 相馬、国吉が市外通話区域となる[108]。
  - 3月31日 - 下小阿仁が市外通話区域となる[109]。
  - 4月1日 - 古河、松嶺、新堀が市外通話区域となる[110][111]。
  - 4月11日 - 小鳥谷が市外通話区域となる[112]。
- 1936年（昭和11年）9月5日 - 課長制の導入により、秋田郵便局電話課となる[11]。
- 1937年（昭和12年）12月27日 - 局内より出火し、局舎全焼[11]。
- 1938年（昭和13年）1月25日 - 磁石複式交換機に復旧[11]。
- 1941年（昭和16年）10月10日 - 磁石複式交換機を自動交換方式に変更[11]。市内通話が自動化。
- 1947年（昭和22年）12月11日 - 秋田電話局に昇格[11]。
- 1950年（昭和25年）3月29日 - 秋田、土崎両局の区域合併[11]。
- 1952年（昭和27年）3月21日 - 秋田、新屋両局の区域合併[11]。新屋郵便局の電話交換業務を継承[113]。
- 1954年（昭和29年）
  - 6月30日 - 米国製温湿度調整機を設置[7]。
  - 10月20日 - 秋田電話局拡張計画の一端として、南側に隣接する酒造組合を買収[7]。
- 1956年（昭和31年）
  - 1月1日 - 電話度数制を実施[11]。
  - 10月1日 - 大曲、横手と初の即時通話実施[11]。
- 1958年（昭和33年）12月1日 - 気象サービスを開始[11]。
- 1961年（昭和36年）7月2日 - 秋田電話局新庁舎が落成[11]。東京および東北各県庁所在地との即時通話を開始[11]。秋田、仁井田両局の区域合併。仁井田郵便局の電話交換業務を継承[114]。
- 1962年（昭和37年）6月3日 - 秋田、上新城、追分、下浜、大平各局区域合併[4]。
- 1963年（昭和38年）10月1日 - 秋田市内の加入電話1万台を突破。

### 秋田電報電話局
- 1969年（昭和44年）
  - 2月5日 - 秋田電報局と秋田電話局が統合し、秋田電報電話局となる[4]。
  - 2月23日 - 秋田市中通四丁目に秋田電報電話局中通分局が開局。
- 1972年（昭和47年）12月6日 - 秋田河辺電話交換局および岩見三内電話交換局が開局。和田郵便局および岩見三内郵便局の電話交換業務を継承。
- 1974年（昭和49年）
  - 3月7日 - 秋田市外旭川にラインマンセンター庁舎が完成[115]。
  - 6月12日 - 雄和電話交換局および雄和南電話交換局が開局。戸米川郵便局および大正寺郵便局の電話交換業務を継承。
  - 11月13日 - 下浜電話交換局が開局[116]。下浜郵便局の電話交換業務を継承。
- 1975年（昭和50年）5月18日 - 秋田市大町五丁目に秋田電報電話局大町分局が開局[4]。
- 1977年（昭和52年）9月21日 - 秋田市にてポケットベルサービスを開始[4]。
- 1980年（昭和55年）
  - 7月9日 - 外旭川電話交換局が開局[4]。
  - 9月24日 - 藤倉電話交換局が開局[117]。
- 1981年（昭和56年）3月25日 - 秋田市中通二丁目の秋田市公営駐車場1階に、東北地方初となる「電電秋田サービスステーション」を開設[4]。
- 1984年（昭和59年）9月3日 - 秋田市大町四丁目から、同市中通四丁目に営業窓口が新築、移転[118]。
- 1985年（昭和60年）4月1日 - 民営化に伴い、NTT秋田電報電話局に改称[119]。